# Municipio de Janes Creek
El municipio de Janes Creek (en inglés: Janes Creek Township) es un municipio ubicado en el condado de Randolph en el estado estadounidense de Arkansas. En el año 2010 tenía una población de 702 habitantes y una densidad poblacional de 5,26 personas por km².

## Geografía
El municipio de Janes Creek se encuentra ubicado en las coordenadas 36°19′33″N 91°13′15″O / 36.32583, -91.22083. Según la Oficina del Censo de los Estados Unidos, el municipio tiene una superficie total de 133.44 km², de la cual 133,36 km² corresponden a tierra firme y (0,06 %) 0,08 km² es agua.

## Demografía
Según el censo de 2010, había 702 personas residiendo en el municipio de Janes Creek. La densidad de población era de 5,26 hab./km². De los 702 habitantes, el municipio de Janes Creek estaba compuesto por el 97,01 % blancos, el 0,28 % eran afroamericanos, el 0,71 % eran amerindios, el 0,43 % eran asiáticos, el 0,14 % eran de otras razas y el 1,42 % eran de una mezcla de razas. Del total de la población el 0,14 % eran hispanos o latinos de cualquier raza.